# Municipio de Élhovo
El municipio de Élhovo (búlgaro: Община Елхово) es un municipio búlgaro perteneciente a la provincia de Yámbol.
En 2011 tiene 16 219 habitantes. Su capital es Élhovo, donde viven dos terceras partes de la población municipal.
Se ubica en el suroeste de la provincia, en la frontera con Turquía. Por este municipio pasa la carretera 7, que une Yámbol con Edirne.

## Pueblos
Junto con Élhovo hay 21 pueblos en este municipio:
| - Borísovo - Boyánovo - Valcha Poliana - Goliam Dervent - Granítovo - Dóbrich - Zhrébino - Ízgrev - Kírilovo - Lálkovo | - Lésovo - Malko Kírilovo - Malomírovo - Maluk Manastir - Mélnitsa - Pchelá - Razdel - Slavéikovo - Stroino - Tránkovo - Chernozem |